# Heksenprocessen in Westerwolde

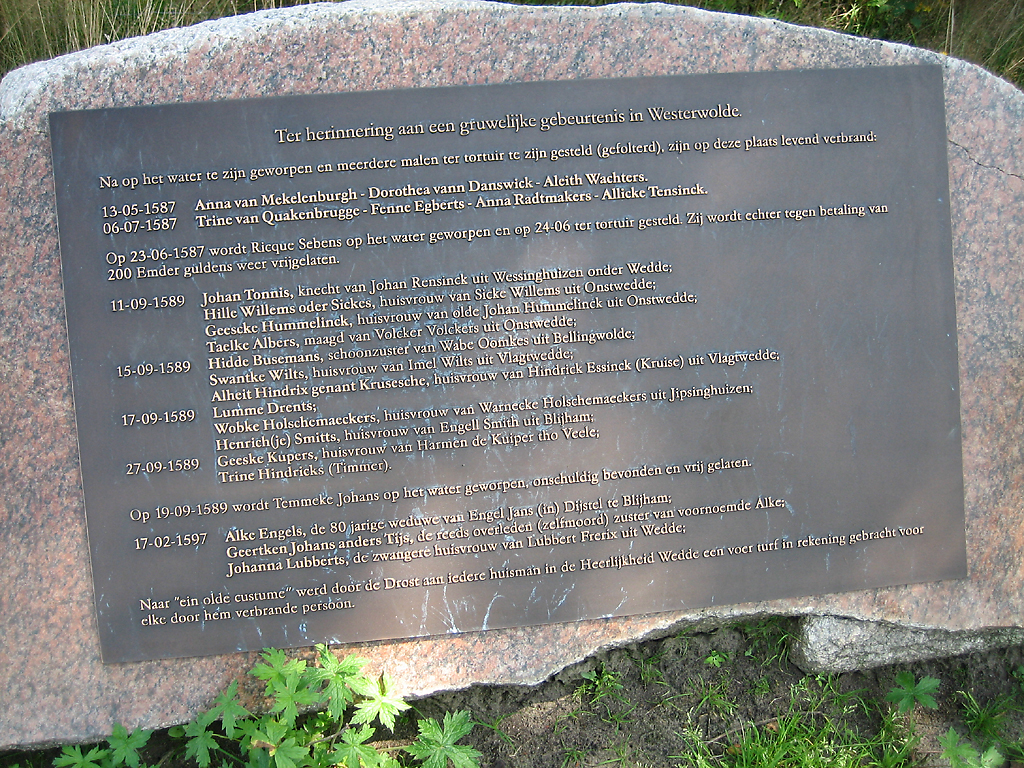
Gedenksteen op de Geselberg

De heksenprocessen in Westerwolde waren een reeks rechtszaken tegen vermeende heksen eind 16e eeuw in de Oost-Groningse streek Westerwolde, destijds een Generaliteitsland. Hierbij kwamen 23 mensen om het leven.
Tussen 1587 en 1597 werden er op de Geezelberg in Wedde maar liefst 20 ‘heksen’ verbrand. Na een monsterlijke waterproef en een proces vol bloederige martelingen bekenden deze ‘heksen’ dat zij een pact met de duivel hadden gesloten. Bij één zo’n proces wordt de 80-jarige weduwe Alke Engels beschuldigd van het vergiftigen van een appel. Ook de jongere Hemcke Aldricks wordt hierbij betrokken. De heksenvervolgingen maakten de drost van Westerwolde een rijk man.

## Achtergrond
In Nederland vonden er in de zestiende eeuw heksenvervolgingen plaats. Ook in het huidige Groningen, dat toen het gewest Stad en Lande heette, werden mensen vervolgd en terechtgesteld op beschuldiging van hekserij. 
Ten tijde van de heksenvervolgingen maakte het gebied Westerwolde geen deel uit van het gewest Stad en Lande (wat nu Groningen heet). Westerwolde was een ‘Generaliteitsland’: dit betekende dat het onder het directe gezag van de Staten-Generaal viel. De machtigste persoon in Westerwolde was de drost. Deze huisde op de Wedderborg (ook wel Burcht Wedde genoemd). Onder zijn toeziend oog begonnen in mei 1587 de gruwelijke heksenvervolgingen van Westerwolde.
Het aantal heksenvervolgingen in Westerwolde was ongebruikelijk hoog voor een streek met naar schatting slechts ongeveer 2500 inwoners. Men wijt dit relatief hoge aantal aan de houding van de rechters. Mogelijk had dit te maken met pure hebzucht van de opeenvolgende drosten van Westerwolde; Matthias Ort, drost van 1566 tot 1594 en Jacob Entens drost van 1594 tot 1606. De drost had indertijd veel macht in Westerwolde: hij sprak recht en was verantwoordelijk voor de financiën. De drost hield nauwkeurig alle inkomsten en uitgaven bij, inclusief wat aanwezige notabelen en geestelijken aan onkostenvergoeding ontvingen. Ook de beul werd goed betaald voor zijn werk. De drost noteerde zelfs wat de richters en de beul aten en dronken. Deze kosten werden na de processen op de nabestaanden van de veroordeelde ‘heksen’ verhaald. Ook de overige dorpsbewoners kwamen er niet gratis vanaf. Zij moesten ieder één turf per terechtgestelde ‘heks’ afstaan. Ook de hoge boetes, waarmee Hemme Aldericks en Ricque Sebens zich vrij konden kopen maakten van de drost een rijk man.  
Een andere reden is dat er vanuit de stad Groningen weinig controle uitgeoefend werd op de lokale rechtsgang. In omgevingen waar de stad het voor het zeggen had, zoals in het Gorecht en ’t Oldambt, was er veel meer controle en vonden heksenprocessen veel minder plaats.

## Processen
Dankzij een bewaarde procesdossier en de rekeningen van de drost zijn veel details bekend over deze vervolgingen.

### Eerste reeks
In mei 1587 werden drie vrouwen beschuldigd van hekserij. Zij werden onderworpen aan de waterproef. Alledrie de vrouwen bleven drijven en daarom schuldig bevonden. De vrouwen werden twee dagen lang gemarteld door de beul van Farmsum om ze tot een bekentenis te dwingen. Op 13 mei werden zij in het openbaar verbrand op de Geeselberg bij Wedde.
De slachtoffers waren:
- Anna van Mekelenburgh
- Dorothea van Danswick
- Aleith Wachters

Op  23 juni volgt een nieuwe waterproef, dit maal van Ricque Sebens. De volgende dag wordt zij ter tortuir gesteld. Als een van de weinigen brengt zij het er echter levend vanaf, doordat zij tegen betaling van 200 Emder guldens wordt vrijgelaten.
In juli volgden nieuwe beschuldigingen, nieuwe waterproeven, nieuwe martelingen en schuldigverklaringen. De slachtoffers werden weer levend verbrand op de Geeselberg:
- Trine van Quakenbrugge
- Fenne Egberts
- Anna Radtmakers
- Allicke Rensinck

### Tweede reeks
In september 1589 worden maar liefst twaalf mensen, tien vrouwen en twee mannen, als tovernaersche levend verbrand op de Geeselberg.
Op 11 september:
- Johan Tonnis
- Hille Willems oder Sickes
- Geescke Hummelinck
- Taelke Albers

Op 15 september:
- Hidde Bussemans
- Swantke Wilts
- Alheit Hindrix

Op 17 september:
- Lumme Drents
- Wobke Holschemaeckers
- Henrichje Smitts

Op 27 september:
- Geeske Kupers
- Trine Hindricks

Ook Temmeke Johans wordt beschuldigd van hekserij, maar bij de waterproef verdwijnt zij onder water. Ze wordt op tijd uit het water gehaald en vrijgelaten. 

### Derde reeks
Nadat het kind van pastoor Ludolphus Antionius eind 1596 ziek werd na het eten van een appel, werden vier vrouwen gearresteerd. Zij zouden als heks de appel vergiftig hebben. De processen vonden plaats in 1597, waarbij weer de waterproef en marteling werden toegepast.
Geertken Johans anders Tijs kon de martelingen niet verdragen en pleegde in haar cel zelfmoord. Haar lichaam werd verbrand.
Het lot van Bertien Thijes is onbekend. Uit de nog bestaande processtukken is niet op te maken of zij onschuldig is bevonden, of in gevangenschap is overleden, al dan niet door zelfdoding.
Alke Engels, een ongeveer 80-jarige weduwe, werd als hoofdverdachte beschouwd. Onder marteling noemde zij de naam van Hemme of Hemcke Aldericks. Hemme Aldericks zou Alke Engels de appel hebben gegeven en deelnemen aan hekserij. Alke Engels en Johanna Lubberts werden beiden schuldig bevonden aan hekserij en op de Geeselberg levend verbrand.
Hemme Aldericks werd aan marteling onderworpen en bekende hoe zij en de andere "heksen" 's nachts op haar land dansten en dat zij zich inlieten met donkere lieden, waaronder Peter, de duivel. Hemme's echtgenoot, Aldrick Lijpckens,  wist met hulp van vrienden het voor die tijd absurd hoge bedrag van 600 daalders bijeen te krijgen en kocht zijn vrouw vrij. Na haar vrijlating trok Hemme haar verklaringen in en Aldrick diende tegen de drost een klacht in bij de Hoofdmannenkamer van het gewest Stad en Lande. De Hoofdmannenkamer verwees de zaak door naar de Staten-Generaal. In 1601 kwam de uiteindelijke uitspraak; Aldrick werd in het ongelijk gesteld en moest voor het gehele proces betalen.